# Rumeli Hisarı
Rumeli Hisarı („Rumelische Festung“; osmanisch بوغاز کسن Boğaz-kesen, deutsch ‚Abschneider der Meerenge, Halsabschneider‘) ist eine osmanische Festungsanlage auf der europäischen Seite des Bosporus im Istanbuler Stadtteil Sarıyer gegenüber dem Anadolu Hisarı, die ein Museum beherbergt. Jeden Sommer finden dort Konzerte berühmter türkischer Musiker statt.
Sultan Mehmed II. ließ die Anlage 1452 im Zuge der Vorbereitungen für die Belagerung Konstantinopels, neun Monate vor der Eroberung, an der schmalsten Stelle des Bosporus, errichten. Die Meerenge ist hier nur 700 m breit. In nur drei Monaten errichteten 3000 Osmanen die Festung.
Nach der Erstürmung Konstantinopels diente die Festung als Gefängnis. Die Burganlage, die bis zum Bosporus reicht, hat eine Länge von 250 m und ist 125 m breit. Bis 1830 waren die drei großen Türme, die die Namen dreier Wesire, Saruca Pascha, Halil Pascha und Zaganos Pascha tragen, noch mit bleiernen Spitzdächern versehen. Zwei Rundtürme stehen auf dem Kamm des Hügels, ein Eckturm steht an der Meerenge. Am östlichen Seetor gibt es noch eine Artillerie-Vorburg.
1953 wurde die Rumelische Festung restauriert anlässlich der 500-Jahr-Feier der Einnahme Konstantinopels. Seither dient die Burganlage als Museum.